# Fibra óptica monomodo

La estructura de una fibra óptica monomodo típica.
1. Núcleo 8 - 9 µm de diámetro
2. Revestimiento 125 µm dia.
3. Búfer 250 µm dia.
4. Funda 900 µm dia.

En la comunicación por fibra óptica, una fibra óptica monomodo (SMF por sus siglas en inglés) es una fibra óptica diseñada para transportar luz solo directamente a través de la fibra, el modo transversal. Los modos son soluciones posibles a la ecuación de Helmholtz para ondas, la cual se obtiene al combinar las ecuaciones de Maxwell y las condiciones límite. Estos modos definen la manera en la que las ondas viajan a través del espacio, es decir, cómo se distribuye en la onda en el espacio. Las ondas pueden tener el mismo modo pero frecuencias diferentes. Este es el caso en las fibras monomodo, donde se pueden tener ondas a diferentes frecuencias, pero en el mismo modo, lo que significa que están distribuidas en el espacio de la misma manera, y eso entrega un solo haz de luz. Aunque el rayo viaja paralelo a la longitud de la fibra, es llamado modo transversal pues sus oscilaciones electromagnéticas ocurren perpendiculares (transversales) a la longitud de la fibra. El premio nobel de física 2009 fue concedido a Charles K. Kao por su trabajo teórico en las fibras ópticas monomodo.

## Historia
En 1961, mientras trabajaba en American Optical, Elías Snitzer publicó una descripción teórica comprensible de las fibras monomodo en el Journal of the Optical Society of America.
En Corning Glass Works (ahora Corning Inc.), Robert Maurer, Donald Keck y Peter Schultz comenzaron con sílice fundido, un material que se puede fabricar extremadamente puro, pero que tiene un punto de fusión alto y un bajo índice de refracción. Hicieron un producto cilíndrico semielborado depositando materiales purificados de la fase de vapor, añadiendo niveles controlados de dopantes para hacer que el índice de refracción del núcleo fuera ligeramente mayor que el del revestimiento, sin incrementar dramáticamente la atenuación. En septiembre de 1970, anunciaron que habían hecho fibras monomodo con una atenuación en el nanómetro 633 de la línea helio-neón por debajo de 20 dB/km.

## Características
Como en las fibras ópticas multimodo, las fibras monomodo sí exhiben dispersión intermodal lo que resulta en múltiples modos espaciales pero con una dispersión modal más angosta. Las fibras monomodo son por lo tanto mejores para retener la fidelidad de cada pulso de luz a través de distancias más grandes que las fibras multimodo. Por estas razones, las fibras monomodo pueden alcanzar un ancho de banda más alto que las fibras multimodo. El equipo para las fibras monomodo es más caro que el de las fibras multimodo, pero una fibra monomodo por sí sola normalmente es más barata a granel.

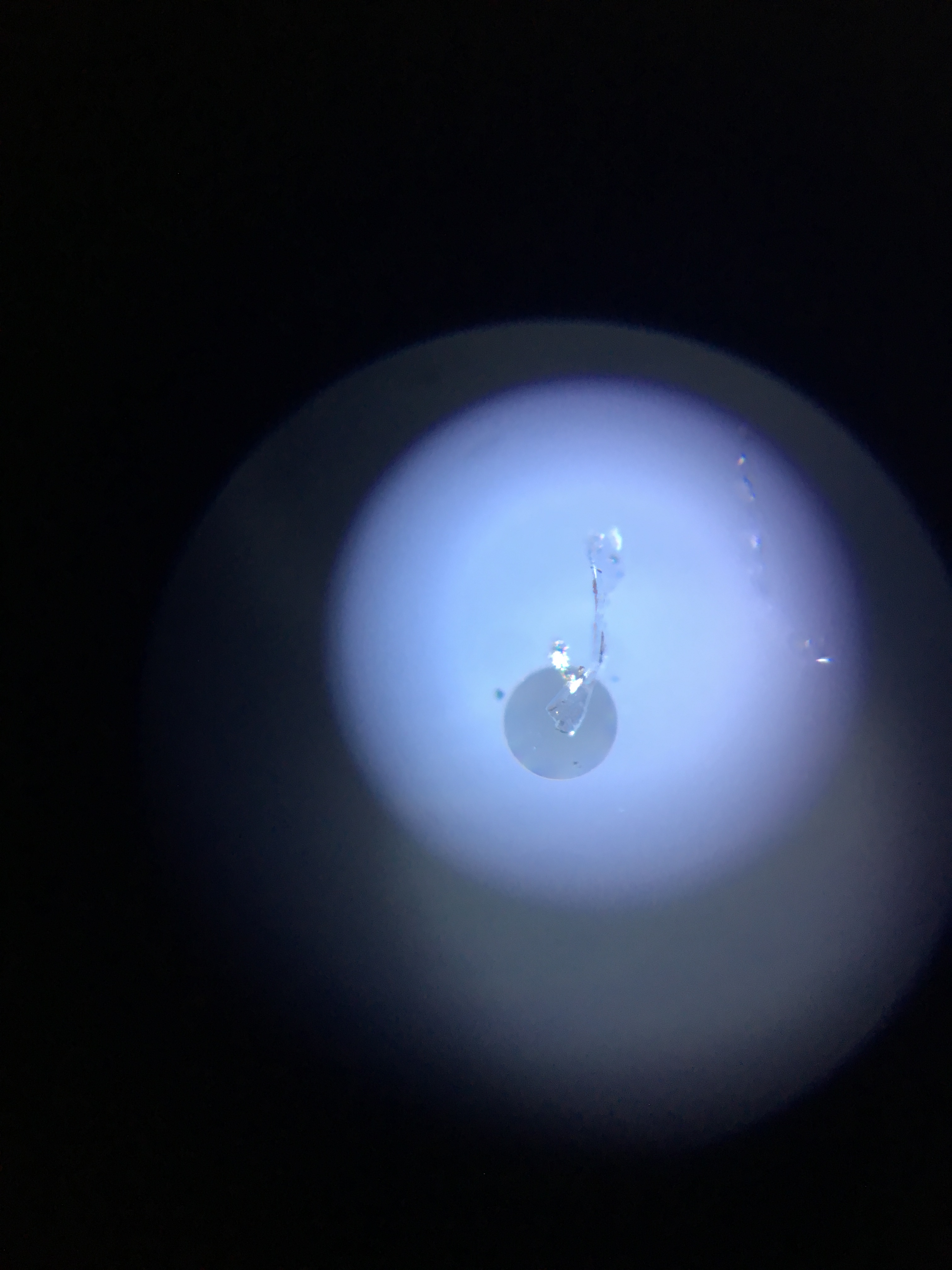
Corte transversal de un extremo de un cable de conexión de una fibra óptica monomodo, tomada con un fibroscopio. el círculo redondo es el revestimiento, de 125 micrones de diámetro. Se pueden observar residuos como un trazo en la sección transversal, y brilla debido a la iluminación.

Una fibra óptica monomodo típica tiene un núcleo con un diámetro entre 8 y 10.5µm y un revestimiento con un diámetro de 125 µm. Hay una cantidad de tipos especiales de fibras ópticas monomodo que han sido alteradas química o físicamente para entregar propiedades especiales, tales como la fibra de dispersión desplazada y la fibra de dispersión desplazada con desfase diferente de cero. Las tasas de velocidad están limitadas por la dispersión del modo de polarización y la dispersión cromática. Hasta 2005, eran posibles tasas de datos de hasta 10 gigabits por segundo en distancias de más de 80 km con transceptores disponibles comercialmente (Xenpak). Usando amplificadores ópticos y dispositivos de compensación de dispersión, los sistemas ópticos del estado del arte DWDM pueden recorrer miles de kilómetros en 10 Gbit/s, y varios cientos de kilómetros de 40 Gbit/s.
El modo con límites de orden más bajo se determina para la longitud de onda de interés resolviendo las ecuaciones de Maxwell para las condiciones límite impuestas por la fibra, que se determinan por el diámetro del núcleo y los índices de refracción del núcleo y del revestimiento. La solución de las ecuaciones de Maxwell para el modo con límites de orden más bajo le permitirá a un par de campos polarizados ortogonalmente en la fibra, y ese es el caso normalmente con las fibras de telecomunicaciones.
En las guías de índice de pasos, la operación monomodo ocurre cuando la frecuencia normalizada. V, es menos o igual que 2.405. Para los perfiles de la ley potencial, la operación monomodo ocurre para una frecuencia normalizada V menos que aproximadamente: {\displaystyle 2.405{\sqrt {\frac {g+2}{g}}}}, donde g es el parámetro del perfil.
En la práctica, las polarizaciones ortogonales pueden no estar asociadas con los modos degenerativos.
OS1 y OS2 son la fibra óptica monomodo que se utiliza con longitudes de onda de 1310 nm y 1550 nm (de tamaño 9/125 µm) con una atenuación máxima de 1 dB/km (OS1) y 0.4 db/km (OS2). OS1 se define en ISO/IEC 11801, y OS2 se define en ISO/IEC 24702.

## Conectores
Los conectores de fibra óptica se usan para unir fibras ópticas donde se requiere la capacidad para conectar y desconectar. La unidad de conector básica es un ensamble de conector. Dicho ensamble consiste en un adaptador y dos enchufes de conector.
Debido al pulido sofisticado y a los procedimientos de afinación que pueden incorporarse en la fabricación de un conector óptico, los conectores generalmente se ensamblan en la fibra óptica en las instalaciones de manufactura del proveedor. Sin embargo, el ensamble y las operaciones de pulido involucradas pueden ser realizadas en el campo, por ejemplo para hacer cables de puente de conexión cruzada a la medida.
Los conectores de fibra óptica se usan en las oficinas centrales de las compañías telefónicas, y en instalaciones en los recintos de los clientes, así como en aplicaciones fuera de planta. Sus usos incluyen:
- Hacer la conexión entre el equipo y la planta telefónica en la oficina central
- Conectar fibras a dispositivos electrónicos remotos y fuera de la planta tales como Unidades de Red Óptica (ONUs) y sistemas portadores de circuito digital (DLC)
- Conexiones cruzadas ópticas en la oficina central
- Parchado de paneles fuera de la planta para entregar flexibilidad arquitectónica y para conectar fibras que pertenecen a diferentes proveedores de servicio
- Conectar acopladores, separadores, y multiplexores de división de longitud de onda con fibras ópticas.
- Conectar equipo de prueba óptico con fibras para prueba y mantenimiento.

Las aplicaciones fuera de planta pueden involucrar ubicar conectores debajo de tierra en lugares cerrados debajo de la superficie que pueden estar sujetos a inundaciones, en paredes exteriores o en postes. Los lugares cerrados que los contienen pueden ser herméticos, o pueden ser de "libre respiración". Los lugares cerrados herméticos previenen que los conectores dentro estén sujetos a cambios bruscos de temperatura a menos que hayan sido vulnerados. Los lugares cerrados de respiración libre los exponen a cambios de temperatura y humedad, así como a una posible condensación y acción biológica de bacterias o insectos aéreos. Los conectores en la planta debajo de tierra pueden estar sujetas a la inmersión de agua si los contenedores son vulnerados o ensamblados incorrectamente.
Los últimos requisitos de la industria para los conectores de fibra óptica están en Telcordia GR-326, Requisitos genéricos para conectores ópticos monomodo y ensambles de cable de puente.
Un conector óptico multifibra está diseñado para unir fibras de manera simultánea, siendo cada fibra conectada únicamente con otra fibra óptica.
La última parte de la definición se incluye para no confundir los conectores multifibra con un componente de separación, como un acoplador. Este último une una fibra óptica a dos o más fibras ópticas. Los conectores ópticos multifibra están diseñados para usarse donde sea que se necesiten conexiones y desconexiones rápidas o repetitivas.
Los conectores ópticos multifibra pueden ser usados para crear interruptores de bajo costo para su uso en pruebas ópticas de fibra. Otra aplicación es en cables entregados a un usuario con puentes multifibra pre-terminados. Esto reduciría la necesidad de empalmes de campo, lo que reduce enormemente el número de horas necesarias para colocar un cable de fibra óptica en una red de telecomunicaciones. Esto, a su vez, resulta en ahorros para el instalador de dicho cable.
Los requisitos de la industria para conectores ópticos multifibra están cubiertos en GR-1435, Requisitos genéricos para conectores ópticos multifibra.

## Fibras como interruptores ópticos
Un interruptor óptico es un componente con dos o más puertos que transmite, redirige o bloquea una señal óptica de manera selectiva en un medio de transmisión.
De acuerdo con Telcordia GR-1073, un interruptor óptico puede ser accionado para seleccionar o cambiar entre estados. La señal accionadora (también llamada señal de control) por lo regular es eléctrica, pero en principio, podría ser óptica o mecánica. (El formato de señal de control puede ser booleano o puede ser una señal independiente; o, en caso de un accionador óptico, la señal de control puede ser codificada en la señal de datos de entrada. El desempeño del interruptor generalmente es diseñado para ser independiente de la longitud de onda dentro de la banda de paso del componente.)

## Ventajas
Atenuación Baja
Las fibras ópticas monomodo presentan una atenuación de señal muy baja, típicamente alrededor de 0.2 dB/km a 1550 nm. Esto permite la transmisión de señales a distancias superiores a los 100 kilómetros sin necesidad de repetidores eléctricos, lo que las hace adecuadas para redes de gran alcance y submarinas. 
Alta Capacidad de Ancho de Banda y Tasa de Datos
Gracias a la propagación de la luz por un solo camino, la fibra monomodo evita completamente la dispersión modal. Esto permite soportar tasas de datos extremadamente altas y tecnologías avanzadas como la multiplexación por división en longitudes de onda densas (DWDM), aprovechando eficientemente la infraestructura de fibra. 
Baja Dispersión y Alta Integridad de Señal
Con un diámetro de núcleo de aproximadamente 8–10 μm, la luz viaja en un solo modo, lo que minimiza la distorsión modal. Aunque la dispersión cromática aún ocurre, puede ser compensada mediante tipos de fibra especializados o procesamiento de señal. El resultado es una señal de alta fidelidad en largas distancias. 
Escalabilidad para Redes Futuras
Las fibras monomodo admiten frecuencias de transmisión altas y son compatibles con tecnologías ópticas futuras, lo que las convierte en una inversión ideal para infraestructuras a largo plazo. Son el estándar en redes de backbone, metropolitanas y de interconexión en centros de datos.  
Inmunidad a Interferencias y Diafonía
La propagación confinada de la luz en un solo modo mejora la relación señal/ruido y reduce la vulnerabilidad a interferencias externas y a la diafonía, especialmente en entornos de red densos. 

## Desventajas
- La producción y el cuidado es más difícil
- Mayor precio
- Es difícil acoplar luz a la fibra